# Pterotocera armeniacae
Pterotocera armeniacae är en fjärilsart som beskrevs av Alexander Michailovitsch Djakonov 1949. Pterotocera armeniacae ingår i släktet Pterotocera och familjen mätare. Inga underarter finns listade.